# Асбител
Асбител (њем. Aasbüttel) општина је у њемачкој савезној држави Шлезвиг-Холштајн. Једно је од 112 општинских средишта округа Штајнбург. Према процјени из 2010. у општини је живјело 98 становника. Посједује регионалну шифру (AGS) 1061001.

## Географија
Асбител се налази у савезној држави Шлезвиг-Холштајн у округу Штајнбург. Општина се налази на надморској висини од 52 метра. Површина општине износи 4,5 km².

## Становништво
У самом мјесту је, према процјени из 2010. године, живјело 98 становника. Просјечна густина становништва износи 22 становника/km².